# Морвег
Морвег (нім. Moorweg) — громада в Німеччині, розташована в землі Нижня Саксонія. Входить до складу району Віттмунд. Складова частина об'єднання громад Езенс.
Площа — 18,65 км2. Населення становить 869 ос. (станом на 31 грудня 2021).